# Якименко, Владимир Владимирович
Владимир Владимирович Якиме́нко (укр. Якименко Володимир Володимирович; р. 19 сентября 1973 года, Киев) — украинский деятель шоу-бизнеса, режиссёр, клипмейкер. Создатель разнообразных музыкальных клипов для Бумбокс, Гуфа, Басты, DJ Smash, Серёги, Бьянки, «Вопли Видоплясова», Верки Сердючки, Город 312, Дмитрия Маликова, Витаса и многих других. Основатель и генеральный директор «Pistolet Film».

## Биография
Родился 19 сентября 1973 года в Киеве.
Окончил киевскую школу № 129.
В 1997 году завершил обучение на кинофакультете в Киевском национальном университете театра, кино и телевидения имени Ивана Карпенко-Карого.

## Карьера
В 1998 году начал работать режиссёром в компании «Master Video».
Также в 1998 году основал видео-продакшн компанию «Pistolet Film».
В 2000, 2001 и 2002 годах «Pistolet Film» получала звание «Лучшей клипмейкерской компании года» по версии Всеукраинского конкурса музыкального видео.
В 2002 году Владимир Якименко получил звание лучшего режиссёра музыкальных клипов по версии Всеукраинского конкурса музыкального видео.

## Клипография
Владимир Якименко стал режиссёром более 300 музыкальных клипов и неоднократно в прессе признавался одним из самых популярных клипмейкеров постсоветского пространства, ставшим законодателем хип-хоп клипов СНГ.
В 2004 году был снят клип на песню «Чёрный бумер» певца Серёги. Режиссёром стал Владимир Якименко. Премьера видео состоялась 15 сентября 2004 года. К тому времени Серёга уже был известен широкой публике, тем не менее, клип вместе с песней номинировали на MTV RMA как «Лучший хип-хоп проект года» и «Лучший дебют года».

## Выборочная клипография
- Бумбокс — Та4то, Eva, Поліна
- Виктор Павлик — Недописана книга, Конвалія
- Вопли Видоплясова — Щедрик, Талалай
- Бьянка — За тобой Были танци
- Гуф — Для неё
- Баста — Солнца не видно
- Верка Сердючка — «Пирожок»
- Полиграф ШарикOFF — Только секс
- Серёга — Чорний бумер, Дискомалярия, Возле дома твоего, Люто її люблю
- Триада — Лебединая
- CENTR — Ночь
- Дмитрий Маликов — С чистого листа
- Джанго — До тебя
- Фабрика — Зажигают огоньки
- EL Кравчук — Дым твоих сигарет